# 铁橄榄石
鐵橄欖石（英語：Fayalite）
（Fe
2SiO
4，經常用Fa縮寫表示）是橄欖石固溶體系列的含鐵端成分，與橄欖石族的所有礦物一樣，鐵橄欖石屬正交晶系（空間群 Pbnm），晶胞參數a 4.82 Å, b 10.48 Å and c 6.09 Å。
鐵橄欖石與鎂橄欖石（Mg
2SiO
4）形成固溶體系列，也與錳橄欖石（Mn
2SiO
4）形成固溶體系列。鐵橄欖石這個名稱源自亞速爾群島的法亞爾島（Fayal），1840年首次被發現。

## 產狀
鐵橄欖石在自然界是少見的，通常出現在超基性岩，火山活動相關產出的岩石，例如黑曜石、流紋岩、粗面岩和響岩，與角閃石相關的深成石英正長岩。它主要產於超鎂鐵質火山岩和深成岩中，在長英質深成岩中及花崗偉晶岩中可以找到少量分佈，在黑曜石中的石泡中也曾發現，也產於中等熱變質的富鐵沉積物和不純的碳酸鹽岩中。 
鐵橄欖石在低壓下與石英是穩定的，這和其它含鎂橄欖石則不然，因為橄欖石和石英易於反應成斜方輝石，而鐵能穩定橄欖石+石英的反應，利用此種壓力和成分的限制性，可計算形成橄欖石+石英組合的壓力環境。
鐵橄欖石可以與氧氣反應生成磁鐵礦+石英，這三種礦物共同構成了“FMQ”氧氣緩衝器，在實驗室實驗中用於控制氧氣的逸度，還可用於計算礦物組合在變質和火成岩過程中的氧逸度。
鐵橄欖石的伴生礦物有辉石、斜长石、微斜长石、石英、磷灰石、磁铁矿、尖晶石、钛铁矿，角闪石、铁铝榴石、铁闪石。